# SheZow
SheZow este un serial de animație.